# Шталь-Дэвид, Майкл
Майкл Шталь-Дэ́вид (англ. Michael Stahl-David, род. 28 октября 1982, Чикаго) — американский актёр. Наиболее известен по роли Шонни Доннелли в телесериале NBC «Братья Доннелли» и Роба Хокинса в фильме «Монстро» от продюсера Дж. Дж. Абрамса.

## Ранняя жизнь и образование
Шталь-Дэвид родился в Чикаго, штат Иллинойс в семье врачей. Он окончил Колумбийский колледж Чикаго. У него есть два младших брата: Эрик Шталь-Дэвид и Эндрю Р. Шталь-Дэвид. До начала своей актёрской карьеры Шталь-Дэвид был художником граффити в Чикаго.

## Фильмография

### Кино
| Год  | Русское название          | Оригинальное название | Роль                | Примечания                                  |
| ---- | ------------------------- | --------------------- | ------------------- | ------------------------------------------- |
| 2001 | Бросая вызов              | New Port South        | Россетти            |                                             |
| 2003 | Дядя Нино                 | Uncle Nino            | Крэйг               |                                             |
| 2008 | Монстро                   | Cloverfield           | Роберт (Роб) Хокинс |                                             |
| 2008 | Проект                    | The Project           | Джастин             |                                             |
| 2010 |                           | No Deal               | Марк                | Короткометражка; также продюсер и сценарист |
| 2012 | Девочки против мальчиков  | Girls Against Boys    | Саймон              |                                             |
| 2013 | Любовь или секс           | Love & Air Sex        | Стэн                |                                             |
| 2013 | Конгресс                  | The Congress          | Стив                |                                             |
| 2013 | Общие друзья              | Mutual Friends        | Пол                 |                                             |
| 2014 | Будь осторожен            | Take Care             | Кайл                |                                             |
| 2014 | В твоих глазах            | In Your Eyes          | Дилан Кершоу        |                                             |
| 2014 |                           | Lay in Wait           | Роберт              | Короткометражка                             |
| 2016 | ЛБД                       | LBJ                   | Бобби Кеннеди       |                                             |
| 201  | Обещание                  | The Promise           | Брэд                |                                             |
| 2017 | Свет луны                 | The Light of the Moon | Мэтт                |                                             |
| 2017 | Пожалуйста, приготовьтесь | Please Stand By       | Джек                |                                             |

### Телевидение
| Год       | Русское название                      | Оригинальное название                 | Роль                    | Примечания                     |
| --------- | ------------------------------------- | ------------------------------------- | ----------------------- | ------------------------------ |
| 2007      | Братья Доннелли                       | The Black Donnellys                   | Шон (Шонни) Доннелли    | Главная роль; 13 эпизодов      |
| 2007      | Закон и порядок: Преступное намерение | Law & Order: Criminal Intent          | Риордан Грэйди          | Эпизод "Players"               |
| 2008      | Журнал «Т» представляет               | T Takes                               | постоялец в номере №102 | Веб-сериал; Эпизод "Room 102"  |
| 2009      | Короли                                | Kings                                 | Пол Эш                  | Второстепенная роль; 3 эпизода |
| 2009      | 4исла                                 | Numbers                               | Джош Скиннер            | Эпизод "Animal Rites"          |
| 2009      | Милосердие                            | Mercy                                 | Фил                     | Эпизод "I Believe You Conrad"  |
| 2010      | Моё поколение                         | My Generation                         | Стивен Фостер           | Главная роль; 5 эпизодов       |
| 2012      | В поле зрения                         | Person of Interest                    | Уильям Инграм           | Второстепенная роль; 2 эпизода |
| 2013      | Не верь с*** из квартиры 23           | Don't Trust the B---- in Apartment 23 | Тедди                   | Эпизод "Teddy Trouble..."      |
| 2014      | Новенькая                             | New Girl                              | Иэн                     | Эпизод "Goldmine"              |
| 2015      | Покажите мне героя                    | Show Me a Hero                        | Джеймс Сурдоваль        | Мини-сериал; 6 эпизодов        |
| 2015      | Как раз под Рождество                 | Just in Time for Christmas            | Джейсон Стюарт          | Телевизионный фильм            |
| 2017      | Нарко                                 | Narcos                                | Крис Фейст              | Регулярная роль, 9 эпизодов    |
| 2018      | Двойка                                | The Deuce                             | Кеннет                  | Повторяющаяся роль, 5 эпизодов |
| 2019      | Зло                                   | Evil                                  | Том Маккристал          | Эпизод: «Rose390»              |
| 2019—2020 | Почти семья                           | Almost Family                         | Донован                 | Повторяющаяся роль, 6 эпизодов |

## Театр
| Год       | Русское название          | Оригинальное название    | Роль          | Примечания                                                     |
| --------- | ------------------------- | ------------------------ | ------------- | -------------------------------------------------------------- |
| 2007      | Незнакомцы стучат в дверь | Strangers Knocking       | н/д           | Театр Row 14 мая – 3 июня 2007                                 |
| 2007      | Непреодолимое             | The Overwhelming         | Джоффри Эксли | Театральная компания Roundabout 23 октября – 23 декабря 2007   |
| 2011      | Выбранный                 | Picked                   | Кевин         | Театр Vineyard 6 апреля – 15 мая 2011                          |
| 2013—2014 | Народ Пенсаколы           | The Commons of Pensacola | Гейб          | Манхэттенский театральный клуб 21 ноября 2013 – 9 февраля 2014 |